# 沃倫 (俄亥俄州)
沃倫（英語：Warren）是位於美國俄亥俄州杜倫巴爾縣的一個城市。 沃倫是杜倫巴爾縣的縣治所在地。據2010年人口普查，沃倫有人口41,557人。沃倫建城於1798年。